# TuS Naunheim
Der Turn- und Spielverein Naunheim 1906 e. V. ist ein deutscher Sportverein mit Sitz im Stadtteil Naunheim der hessischen Stadt Wetzlar im Lahn-Dill-Kreis.

## Geschichte

### Allgemein
Der Verein wurde ursprünglich als Turnverein Naunheim am 1. Februar 1906 gegründet. Die Fußballer formierten sich innerhalb des Vereins ab ca. 1912 innerhalb des Turnvereins als Fußballklub Naunheim. Bedingt durch den Ausbruch des Ersten Weltkrieges wurde der Spielbetrieb im Jahr 1915 erst einmal eingestellt. Nach dem Krieg wurden dann offizielle Abteilungen sowohl für Fußball als auch für Leichtathletik gegründet. Der Verein trat 1922 dann auch dem Westdeutschen Spielverband bei. Im Jahr 1924 trat der Verein dann dem Arbeiter-Turn- und Sportbund bei. Damit änderte sich dann auch der Vereinsname zum bis heute gültigen Turn- und Spielverein Naunheim nach dem Verbot des Arbeitersports infolge der Machtergreifung durch die Nationalsozialisten. Dadurch musste der Verein auch neu gegründet werden. Am 24. August 1933 erschienen jedoch nur wenige Mitglieder, womit der Verein quasi bei null anfangen musste. Nach dem Ende des Zweiten Weltkriegs wurde der Verein am 10. Oktober 1945 wieder gegründet. Auch die Tischtennis-Abteilung kam im Laufe der 1960er Jahre hinzu.

### Herrenfußball

#### Gründung bis Zweiter Weltkrieg
Im Laufe der 1920er Jahre spielte die Fußball-Mannschaft sich von der Kreisklasse C bis in die Kreisklasse A. In der Saison 1931/32 erreichte man dann die Hessenmeisterschaft. Damit durfte man an der Endrunde um die Süddeutsche Fußballmeisterschaft teilnehmen. Hier war dann erst im Halbfinale gegen den VfL Neckargartach Schluss. Die Fußballer begannen nach der Neugründung in der Bezirksklasse Marburg-Gießen und gewannen in den Spielzeiten 1934/35 und 1936/37 jeweils die Meisterschaft. Der Aufstieg in die Gauliga Hessen wurde jedoch stets verpasst. Die Mitgliederzahl stieg zwar wieder, doch als der Zweite Weltkrieg ausbrach, wurden mehr und mehr Spieler eingezogen. Dadurch ging es in die 1. Kreisklasse runter und im April 1942 musste die Mannschaft schließlich wegen Spielermangels zurückgezogen werden.

#### Nachkriegszeit
Nach einigen Freundschaftsspielen folgte im Jahr 1946 die Einordnung in die Bezirksklasse, aus dieser wurde dann aber die Landesliga, welche zu dieser Zeit die zweithöchste deutsche Liga darstellte. In der Gruppe Marburg hatte man aber überhaupt keine Chance und stand nach der Saison 1946/47 mit 5:39 Punkten auf dem zwölften und damit letzten Platz. Nach dieser Saison stiegen allerdings fast alle Mannschaften ab in die jeweilige Bezirksklasse ab, womit dies kein großer Verlust war. Aus dieser folgte dann relativ schnell aber auch der Abstieg in die Kreisklasse. Hier befand sich die Mannschaft nun einige Zeit, erreichte in der Saison 1955/56 aber die Kreismeisterschaft und stieg wieder in die Bezirksklasse auf. In der nächsten Saison konnte man die Klasse jedoch nicht halten und musste in die A-Klasse zurück. Zur Saison 1958/59 gelang aber dann schon wieder die Rückkehr in die 2. Amateurliga. Kurz danach wurde die Liga wieder zur Bezirksklasse und die Mannschaft in der Saison 1963/64 Meister eben dieser. In den Aufstiegsspielen unterlag der Verein jedoch. Mit dem vierten Platz nach der Saison 1964/65 gelang zur Folgesaison die Teilnahme an der neuen fünftklassigen Gruppenliga. Zur Saison 1968/69 gelang es dann endlich in die Hessenliga aufzusteigen. Zwar spielte man zuerst gut mit, rutschte dann aber in die untere Tabellenregion ab, wo man am Ende mit 29:39 Punkten auf dem 14. Platz dasteht. Durch die Punktgleichheit mit der SpVgg Neu-Isenburg musste ein Entscheidungsspiel her. Da dieses mit 0:2 verloren ging, musste die Mannschaft wieder in die Gruppenliga runter. Dort spielte man zwar gut mit, stieg im Jahre 1978 aber auch wieder in die Bezirksliga ab.

#### Heutige Zeit
In der Saison 1999/2000 spielte der Verein in der Bezirksoberliga und verpasste über den zweiten Platz in der Aufstiegsrelegation nur knapp den Aufstieg in die Landesliga. Nach der Saison 2003/04 platzierte man sich dann mit 79 Punkten auf dem ersten Platz der Spielklasse und konnte dann somit endlich direkt in die Landesliga aufsteigen. Nach einer ordentlichen ersten Saison, folgte in der Saison 2005/06 mit lediglich 19 Punkten der letzte Platz in der Liga und somit wieder Abstieg. Aber auch in der Bezirksoberliga wurde der Fall nicht aufgehalten und es ging mit 32 Punkten über den 15. Platz noch ein weiteres Mal runter. Die Saison 2007/08 in der Bezirksliga Gießen / Marburg West konnte man schlussendlich wieder mit 76 Punkten als Zweiter beenden. In der anschließenden Aufstiegsrelegation konnte man sich schlussendlich auch durchsetzen und alle drei Spiele gewinnen, damit kehrte man nun in die Gruppenliga zurück, denn diese hatte mittlerweile die Bezirksoberliga ersetzt, ist jedoch in der Höhe der Spielklassen um eine Stufe gefallen.
Diesen Schwung konnte man jedoch nicht mitnehmen und stieg mit 34 Punkten am Ende der Saison über den 16. Platz direkt wieder ab. Die nächste Meisterschaft hier sollte jedoch nicht lange auf sich warten lassen und wurde mit 82 Punkten sehr souverän in der Saison 2010/11 auch erreicht. In der Gruppenliga lief es diesmal auch erfolgreich und mit 65 Punkten stand am Ende der Spielzeit 2012/13 seit langem die Meisterschaft in der Gruppenliga an. Nun ging es also in die Verbandsliga. Dies war jedoch eine Nummer zu groß für die Mannschaft und es ging mit 13 Punkten weit abgeschlagen als letzter direkt wieder runter. Die Kraftanstrengung, die dazu befähigte in kurzer Zeit in die Verbandsliga zu kommen, führte nun dazu, dass es mit 29 Punkten nach der Rückkehr in die Gruppenliga per Abstieg direkt noch weiter runter in die Bezirksliga ging. Dort hieß es aber nicht sich erst einmal sammeln und dann wieder angreifen, sondern es gelang gleich in der Saison 2015/16 mit 67 Punkten und der ungefährdeten Meisterschaft in die Gruppenliga zurückzukehren. Die Zeit hier dauerte zwar mal wieder etwas länger war aber auch nicht auf Dauer beständig, womit es mit 22 Punkten über den 16. Platz nach der Saison 2018/19 in die Kreisoberliga ging. Dort spielt der Verein auch noch bis heute.

### Frauenfußball
Eine erste Mannschaft entstand im Jahr 1972 und erreichte sofort den Kreispokal. Diese bestand jedoch nur kurz. Zur Saison 2009/10 stieg dann wieder eine erste Frauenmannschaft in den Spielbetrieb ein und belegte in der Kreisoberliga mit 15 Punkten den siebten Platz. Nach ein paar Spielzeiten, in denen man gegen übermächtige Mannschaften immer den kürzeren zog, ging es nach der Saison 2012/13 als Meister mit 53 Punkten erstmals eine Liga höher. Nun in der Gruppenliga Gießen/Marburg angekommen, gelang gleich mit 46 Punkten der vierte Platz. Hier sollte es nun fünf Jahre dauern, bis mit 46 Punkten am Ende der Saison 2017/18 wieder eine Meisterschaft anstand. Nun ging es hoch in die Verbandsliga Hessen, wo man am Ende der Folgesaison mit 43 Punkten den vierten Platz belegte und noch bis heute dort spielt.